# Pačervorovití
Pačervorovití (Rhinatrematidae) představují čeleď beznohých obojživelníků z řádu červorů (Gymnophiona). Vyskytují se v neotropické oblasti.

## Systematika
Všichni červoři byli dlouhodobě vedeni v rámci jediné čeledi cecíliovití (Caeciliidae). Teprve americký herpetolog Edward Harrison Taylor se ve své přelomové monografii z roku 1968 poprvé snažil vytvořit ucelenější systém tohoto špatně známého řádu obojživelníků a rozčlenil sběrný taxon cecíliovitých do několika nových čeledí. Jihoamerické rody Epicrionops a Rhinatrema byly v Taylorově systému vedeny coby zástupci nově vytvořené čeledi Ichthyophiidae, roku 1977 však došlo k jejich vyčlenění právě do samostatné čeledi Rhinatrematidae. K těmto dvěma rodům byl roku 2021 přiřazen ještě třetí, nově popsaný monotypický rod: Amazops.
Následující seznam druhů vychází z :
- čeleď Rhinatrematidae
  - rod Amazops
    - Amazops amazops Wilkinson, Reynolds, and Jacobs, 2021

  - rod Epicrionops – pačervor
    - Epicrionops bicolor Boulenger, 1883 – pačervor dvoubarvý
    - Epicrionops columbianus (Rendahl and Vestergren, 1939) – pačervor kolumbijský
    - Epicrionops lativittatus Taylor, 1968 – pačervor širokopruhý
    - Epicrionops marmoratus Taylor, 1968 – pačervor mramorovaný
    - Epicrionops parkeri (Dunn, 1942) – pačervor Parkerův
    - Epicrionops peruvianus (Boulenger, 1902) – pačervor peruánský
    - Epicrionops petersi Taylor, 1968 – pačervor Petersův

  - rod Rhinatrema – pačervor
    - Rhinatrema bivittatum (Guérin-Méneville, 1838) – pačervor dvoupruhý
    - Rhinatrema gilbertogili Maciel, Sampaio, Hoogmoed, and Schneider, 2018
    - Rhinatrema nigrum Dunn, 1942 – pačervor černý
    - Rhinatrema ron Wilkinson and Gower, 2010
    - Rhinatrema shiv Gower, Wilkinson, Sherratt, and Kok, 2010
    - Rhinatrema uaiuai Maciel, Sampaio, Hoogmoed, and Schneider, 2018

Z fylogenetického hlediska jsou pačervorovití pokládáni za bazální zástupce červorů.

## Popis

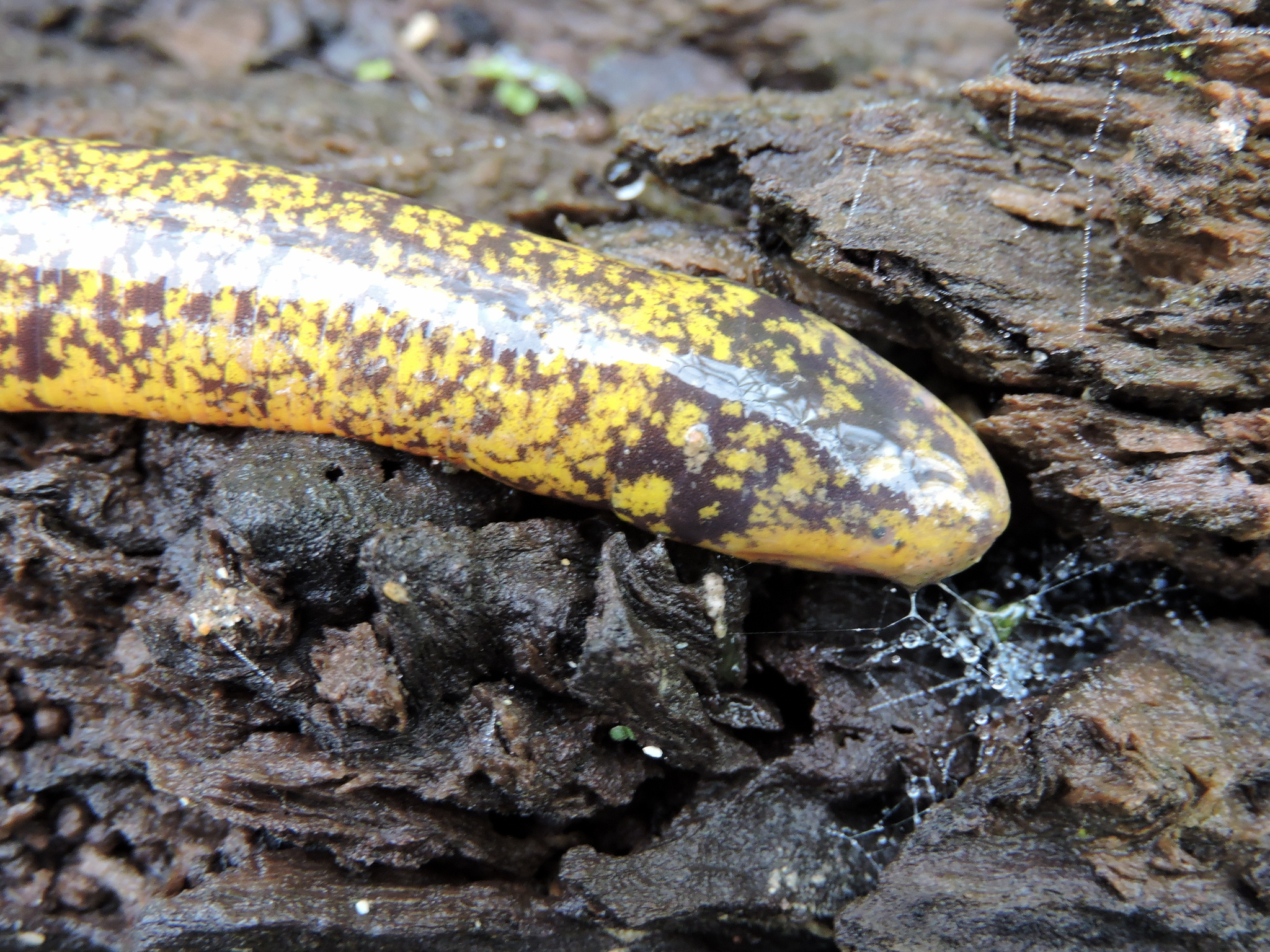
Pačervor dvoubarvý, detail hlavy

Pačervorovití dosahují délky těla okolo 30 cm. Tělo je podobně jako u ostatních červorů hadovité, rozdělené prostřednictvím prstencovitých rýh, mezi nimiž se nacházejí šupiny dermálního původu. Pačervorovití jsou pokládáni za nejbazálnější zástupce červorů a lze u nich pozorovat četné primitivní znaky. Na rozdíl od řady pokročilejších skupin mají ještě pravý ocas, jenž je tvořen obratli. Ústa jsou koncová, s archaickým osvalením čelistí: sevření dolní čelisti zajišťuje pouze párový sval musculus adductor mandibulae, zatímco u evolučně odvozenějších červorů se na tom podílí i modifikovaný musculus interhyoideus posterior. Oči jsou dobře patrné, byť překryté kůží; těsně před očima vyrůstají smyslová tykadélka.
Pačervorovití představují endemitní skupinu neotropické oblasti, vyskytují se převážně na severu Jižní Ameriky východně od And. Jde o půdní organismy tropických deštných lesů a na základě skrytého způsobu života je o nich známo jen nepatrné množství informací. Oba rody jsou pravděpodobně vejcorodé, volně žijící vodní larvy byly zjištěny u rodu Epicrionops. Larvy mají vnější žábry, žaberní štěrbinu a proudový orgán.